# Cap de St David's

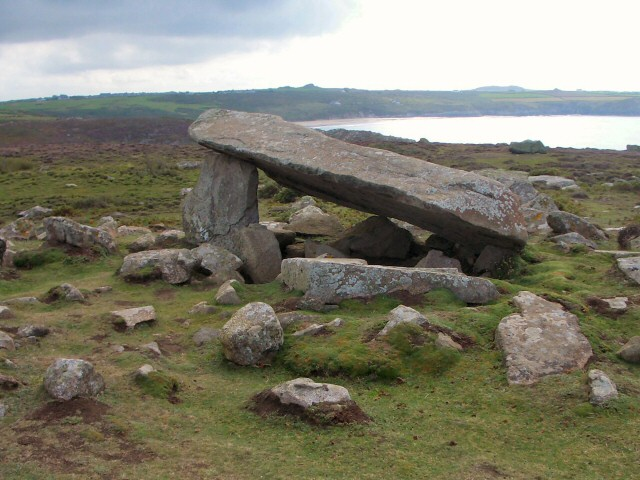
Chambre funéraire du dolmen d'Arthur.

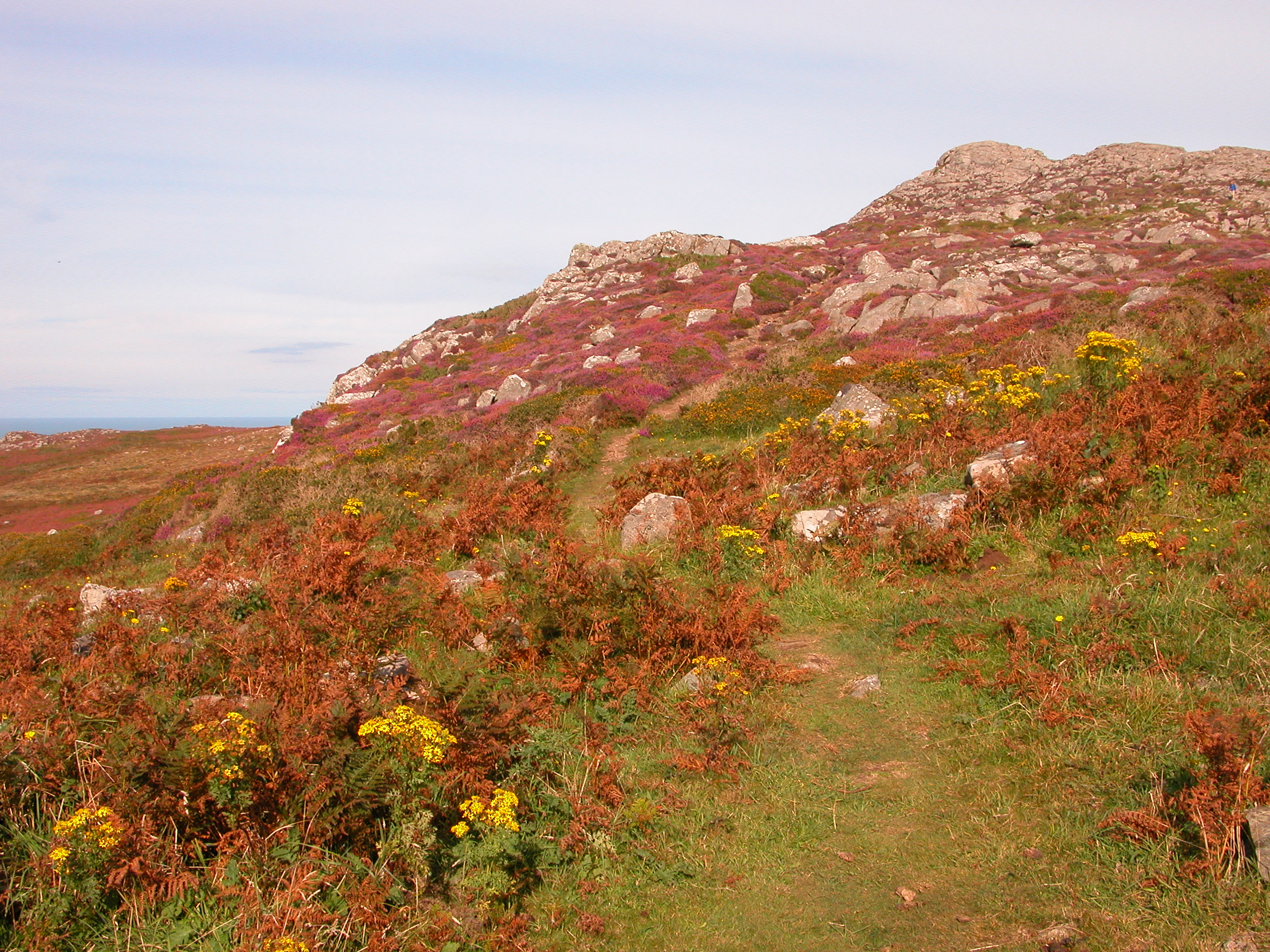
Carn Llidi depuis le cap St David.

Le cap de St David's  (gallois : Penmaen Dewi) est un cap du Parc national côtier du Pembrokeshire, au sud-ouest du Pays de Galles. Il est considéré comme le finistère sud du Pays de Galles, séparant la mer d'Irlande de la mer Celtique.

## Description
Situé au nord-ouest de la cité de St David's et s'avançant dans la mer d'Irlande, le cap St David est le finistère sud de la grande baie de Cardigan. Plus au sud, on croise la baie de Whitesands, le détroit de Ramsey et la baie de St Brides. Le cap et son arrière-pays sont propriétés du National Trust.
On ne peut atteindre le cap qu'à pied, en longeant un sentier côtier : la route la plus proche débouche sur la baie de Whitesands, à 1,5 km au sud-est. Richard Cold-Hoare l'a décrit dans son « Journal de Voyage en Galles du Sud » : « Aucun endroit n'est plus propice à la retraite, à la contemplation ou aux mystères druidiques, cerné comme il l'est de rochers inaccessibles et donnant sur l'océan. Rien n'y manque, sauf peut-être ces bosquets de chênes impénétrables où l'on croit devoir situer les sanctuaires druidiques et qui, vu la nature escarpée, n'ont jamais dû exister à cet endroit, même autrefois. »
La flore et la faune y sont variées et les eaux alentour offrent un habitat propice aux poissons, phoques gris et tortues de mer. On peut y voir une multitude d’oiseaux de mer et de faucons pèlerins.

## Histoire
Décrit dès l’époque romaine (Géographie de Ptolémée, vers 140 de notre ère) comme le « Promontoire aux huit périls » (Οκταπιταρον Ακρον - Oktapitaron Akron), il offre un panorama vers le nord et l'étendue de la mer d'Irlande; à l'ouest, sur les récifs de Bishops and Clerks ; au sud, sur la Baie de Whitesands, le détroit de Ramsey et l’Île de Ramsey ; et à l'est, sur les coteaux du promontoire escarpé de Carn Llidi.
De nombreux vestiges témoignent d'une occupation très ancienne : une falaise fortifiée de l'âge du fer, des colonies préhistoriques, une muraille préhistorique, les vestiges de cultures néolithiques et la  chambre funéraire du Coetan Arthur (dolmen du roi Arthur). 
Le Tarleton, navire négrier jaugeant 400 tonnes, et parti de Liverpool pour l'Afrique, s'y échoue le 28 novembre 1788. L'équipage a pu être sauvé.
L'écrivain français Bernard Hœpffner y décède le 6 mai 2017, emporté par la mer.